# Hévié
Hévié ist ein Arrondissement im Departement Atlantique in Benin. Es ist eine Verwaltungseinheit, die der Gerichtsbarkeit der Kommune Abomey-Calavi untersteht. Gemäß der Volkszählung von 2013 hatte Hévié 67.218 Einwohner, davon waren 32.803 männlich und 34.415 weiblich.